# 大松布利克山

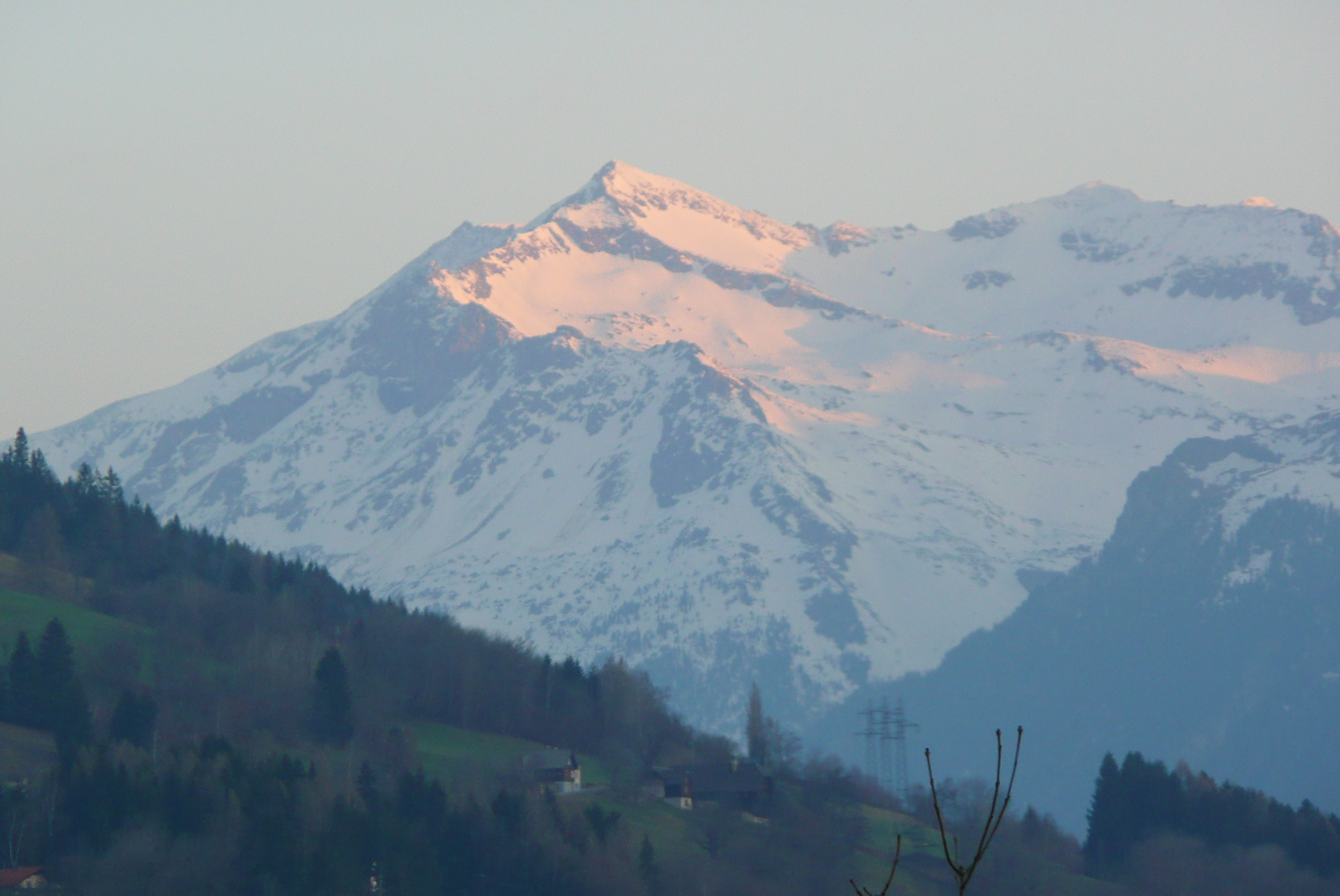

47°2′54″N 13°25′21″E / 47.04833°N 13.42250°E
大松布利克山（德語：Großer Sonnblick），是奧地利的山峰，位於該國南部，由克恩頓州負責管轄，屬於安科格爾山脈的一部分，距離大哈夫訥山2.8公里，海拔高度3,030米，每年平均降雨量2,643毫米。